# Anita Shapira

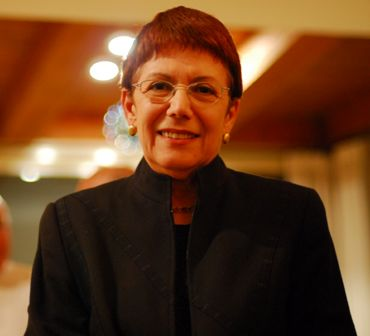
Anita Shapira (2006)

Anita Shapira (geboren 25. März 1940 in Warschau) ist eine israelische Historikerin.

## Leben
Anita Shapira wurde im von den Deutschen besetzten Warschau als Kind jüdischer Eltern geboren. Sie überlebte den Holocaust und emigrierte 1947 nach Palästina, wo sie im Tel Aviver Stadtteil Yad Eliyahu aufwuchs.
Shapira studierte Geschichte an der Universität Tel Aviv und wurde 1974 bei Daniel Carpi mit einem Thema zur Geschichte der jüdischen Arbeiterbewegung promoviert. Sie hat in der Folge neben Untersuchungen zur Geschichte des Zionismus biografisch orientierte Studien zum Wirken von Berl Katznelson, S. Yizhar, Jigal Allon, David Ben-Gurion und Josef Chaim Brenner vorgelegt. 1985 wurde sie an der Universität Tel Aviv zur Professorin berufen und war ab 2000 Direktorin des Weizmann Institute for the Study of Zionism. Sie gründete das Yitzhak Rabin Center for Israel Studies, dessen erste Direktorin von 1996 bis 1999 sie wurde. Von 1990 bis 1995 war sie Dekanin der Philosophischen Fakultät und gehörte in dieser Zeit dem Planungsausschuss des Israelischen Bildungsrats an.
Shapira ist Vizepräsidentin der Israeli Historical Society und Mitherausgeberin des Jewish Review of Books. Sie erhielt 2008 den Israel-Preis für Geschichte. Nach ihrer Emeritierung wurde sie Senior Fellow am Israel Democracy Institute in Tel Aviv. 2020 wurde sie zum Mitglied der Israelischen Akademie der Wissenschaften gewählt. Sie ist Ehrendoktor der Ben-Gurion-Universität des Negev.
Shapira ist verheiratet und hat drei Kinder.

## Positionen
Im Revisionismusstreit mit den Neuen Historikern vertrat sie die ältere Linie, die häufig als Nakba bezeichnete Flucht der Palästinenser 1948/49 sei von diesen ausgegangen, nicht durch eine geplante Vertreibung erfolgt. 
Der Zeitung Haaretz gab sie 2023 ein Interview, in dem sie die Frage aufwarf, ob das jüdische Volk der Aufgabe gewachsen ist „ein Volk mit einem Land zu sein“ und äußerte sich kritisch über die von der Regierung eingeleitete Justizreform.

## Schriften (Auswahl von Übersetzungen)
- Yosef Haim Brenner: A Life. Stanford University Press, 2014
- Ben-Gurion: Father of Modern Israel. Yale University Press, 2014
- Israel: A History. Brandeis University Press, 2012 Online-Teilansicht
- Yigal Allon, Native Son: A Biography. University of Pennsylvania Press, 2008
- (Hrsg.): Israeli identity in transition. Westport, CT: Praeger, 2004
- Anita Shapira, Derek Penslar (Hrsg.): Israeli Historical Revisionism: From Left to Right. Routledge Chapman & Hall, 2002
- Hirbet Hizah: Between Remembrance and Forgetting: In: Jewish Social Studies, 2000, S. 1–62
- Shmuel Almog, Jehuda Reinharz, Anita Shapira (Hrsg.): Zionism and religion. Hanover: Brandeis University Press, 1998
- Jehuda Reinharz, Anita Shapira (Hrsg.): Essential papers on Zionism. New York : New York University Press, 1996
- Land and Power: The Zionist Resort to Force, 1881–1948. Oxford University Press, 1992
- Berl Katznelson: ein sozialistischer Zionist. Aus dem Hebräischen von Leo und Marianne Koppel. Vorwort Walter Hesselbach. Frankfurt am Main : Jüdischer Verlag bei Athenäum, 1988